# Parerigone brachyfurca
Parerigone brachyfurca är en tvåvingeart som beskrevs av Chao och Zhou 1990. Parerigone brachyfurca ingår i släktet Parerigone och familjen parasitflugor. Inga underarter finns listade i Catalogue of Life.